# Gianluca Ramazzotti
Gianluca Ramazzotti, född i Rom 22 augusti 1970, är en italiensk skådespelare, komiker och dubbare för italienska filmer, TV-serier och teater.
Ramazzotti fick sin utbildning som skådespelare på l'Accademia di Teatro di Calabria, Teatr Narodowy i Warszawa och Theatre du Soleil i Paris. 
Han medverkar regelbundet i italiensk radio som talare och dubbare.
Gianluca talar franska, spanska och engelska flytande.

## Filmografi (urval)

### Teater
- I Promessi Sposi un musical
- Intrichi d’amore
- La scuola delle mogli
- Soldati a Inglostadt
- Ifigenia in Aulide
- A qualcuno piace caldo
- La notte
- Il gatto che scoprì l’America
- La farina del diavolo
- Scanzonatissimo Gran Casinò
- Babbo Natale è uno Stronzo…
- Dark! Tornerò prima di mezzanotte
- Il Vantone
- Lei
- I tre processi
- E Ballando Ballando
- Il Decamerone
- Il re muore
- Rugantino
- Se devi dire una bugia dilla grossa
- Cyrano
- Boeing-Boeing
- Romolo & Remolo
- La Donna in nero
- Destinatario Sconosciuto
- Il giro del mondo in 80 risate
- Sempre meglio che lavorare (One-Man-Show)
- Il Mago di Oz
- Un pezzo di pazzo
- Prime donne alle primarie
- Uomini all’80%
- Va tutto storto!
- E io pago!
- Complici
- Gabbia di matti
- Destinatario sconosciuto (även som Regissör)
- Va tutto storto

### TV
- Vivere
- Un posto al sole
- Anni 60
- Distretto di polizia
- Giornalisti
- La squadra
- Tequila e Bonetti
- Il Papa buono
- Miconsenta
- Con le unghie e con i denti
- Barbecue
- Passaparola
- Domani è un'altra truffa
- Torte in faccia
- E io pago!
- Edizione Straordinaria
- Seven Show 2007
- Vita da paparazzo
- Gabbia di Matti